# Derażne (gmina)
Derażne – dawna gmina wiejska istniejąca do 1939 roku w woj. wołyńskim (obecnie na Ukrainie). Siedzibą gminy było Derażne.
W okresie międzywojennym gmina Derażne należała do powiatu rówieńskiego w woj. wołyńskim. 1 stycznia 1925 roku gmina weszła w skład nowo utworzonego powiatu kostopolskiego.
Według stanu z dnia 4 stycznia 1936 roku gmina składała się z 24 gromad. Po wojnie obszar gminy Derażne wszedł w struktury administracyjne Związku Radzieckiego.